# Ulrich Sonnemann
Ulrich Sonnemann (* 3. Februar 1912 in Berlin; † 27. März 1993 in Obervorschütz bei Gudensberg) war ein deutscher Philosoph, Psychologe und politischer Schriftsteller.

## Leben

### Studium und Emigration
Sonnemann wurde als Sohn der Malerin Elfriede Wiener und des Leiters des Berliner Büros der Frankfurter Zeitung Leopold Veit Sonnemann in Berlin geboren. Sein Vater war ein Verwandter von Leopold Sonnemann, dem Gründer dieser Zeitung. Ab 1930 studierte Ulrich Sonnemann Philosophie, Psychologie, Literatur- und Sozialwissenschaften in Berlin, Freiburg im Breisgau und Frankfurt am Main. Aufgrund seiner jüdischen Abstammung wurde er von den Nazis verfolgt und interniert. 1933, nach dem Machtantritt der Nationalsozialisten, floh er aus Deutschland. Er schloss sein Studium 1934 mit der Dissertation Der soziale Gedanke im Werk von H. G. Wells bei Edgar Salin in Basel ab. Danach war er in Zürich, wo er sein Psychologiestudium vervollständigte, als Journalist tätig.
1940 wurde er in Brüssel verhaftet und in Frankreich interniert. 1941 gelang ihm die Flucht aus dem Internierungslager Gurs in die USA. Er lehrte als Professor für deutsche Sprache und Literatur, bevor er in die US-Armee einberufen und als klinischer Psychologe eingesetzt wurde. Anschließend arbeitete er als klinischer Psychologe, während kurzer Zeit war er Associate Professor für Psychologie an der New School for Social Research in New York. In dieser Zeit entstanden mehrere Werke, unter anderen 1950 Handwriting Analysis as a Psychodiagnostic Tool (Handschriftenanalyse im Dienste der Psychodiagnostik), ein in den USA viel beachtetes Buch, und 1955 Existence and Therapy (Existenz und Therapie), eine Einführung in die phänomenologische Psychologie und Existenzanalyse.

### Politischer Schriftsteller und Philosoph
1955 kehrte Sonnemann nach Deutschland zurück, um nicht, wie er notierte, „die endgültige Bestimmung meines Verhältnisses zu meinem Geburtsland den Nazis anheimzustellen“. 1958 heiratete er Brigitte Geske. Ab 1958 bis 1969 war Sonnemann als freier Schriftsteller in München und als Sozialphilosoph im Umkreis der Frankfurter Schule tätig. In seinen Arbeiten widmete er sich den politischen Auseinandersetzungen der 1960er- und 1970er-Jahre; er veröffentlichte u. a. in der politisch-satirischen Zeitschrift Der Metzger. Es entstanden kritische Publikationen zu den Verhältnissen und Zuständen in Deutschland. Das 1963 erschienene Land der unbegrenzten Zumutbarkeiten wurde vielerorts beachtet. Mit Büchern wie Die Einübung des Ungehorsams in Deutschland  von 1964, Wie frei sind unsere Politiker? von 1968, Institutionalismus und studentische Opposition von 1968 griff er aktiv in die politische Diskussion ein. Seine Untersuchungen zu deutschen Schulbüchern, die unter dem Titel Die Schulen der Sprachlosigkeit veröffentlicht wurden, erschienen 1970.
Die justizkritische Studie Der bundesdeutsche Dreyfus-Skandal (Dreyfus-Affäre) wurde 1970 kurzzeitig verboten. Weil er dort die „Aussagen des Abwehragenten und Zuckerbäckers Roger Hentges und seiner Ehefrau“ verarbeitet hatte, veranlasste Franz Josef Strauß eine bundesweite Beschlagnahme-Aktion gegen sein bei Rogner & Bernhard erschienenes Buch über den Justizfall Brühne-Ferbach. Dies führte zu einem jahrelangen Rechtsstreit mit der bayerischen Justizverwaltung.
Sonnemann verarbeitete auch seine Erfahrungen aus den eigenen Wiedergutmachungsverfahren in dem Band Wie frei ist unsere Justiz? – Vom Systembau der Niedertracht, in dem er sich mit der Rolle ehemaliger Nazi-Richter in der Bundesrepublik auseinandersetzte. Mit seiner Untersuchung zur Rechtsstaatlichkeit deutscher Justiz, die 1977 unter dem Titel Der misshandelte Rechtsstaat erschien, wurde er zum viel diskutierten politischen Schriftsteller. Mit zahlreichen Essays und Zeitungsartikeln griff er immer wieder ins politische Denken Deutschlands ein.
Sonnemanns philosophisches Hauptwerk ist die 1969 erschienene Schrift Negative Anthropologie. Vorstudien zur Sabotage des Schicksals. Sie zeigt seine Vorstellung als eigenständige Position innerhalb der Kritischen Theorie. Seine zentralen philosophischen Themen waren Freiheit, Wahrheit, Spontaneität, das „Ereignis“ und die Differenz von Geschichte und Totalität. Durch seine unermüdliche Kritik an den problematischen Zuständen in Deutschland geriet er zeitweise mit den staatlichen Autoritäten der Bundesrepublik in Konflikt. Sonnemanns Schriften erscheinen seit 2005 neu in einer zehnbändigen Ausgabe.

### Hochschullehrer in München und Kassel
Von 1969 bis 1974 war er Dozent an der Münchener Hochschule für Fernsehen und Film. Gleichzeitig war er 1971 bis 1974 Gastprofessor an der Universität Bremen. Danach wurde er zum Professor für Sozialphilosophie an die Gesamthochschule Kassel berufen. 1982 hielt Ulrich Sonnemann eine Reihe von Gastvorlesungen an der University of Missouri–St. Louis und machte im Anschluss an seine Vorlesungszeit eine längere ausgedehnte Amerika-Reise.
Sonnemann lehrte bis zu seinem Tod an der Universität Kassel. Sein letztes Projekt waren Studien zu einer Transzendentalen Akustik. Er versuchte das bewegt-bewegende Ineinander von Zeitläuften und -epochen gegenüber den Formen einer verräumlichten Vorstellung von Zeit zur Geltung zu bringen.
1988/89 gründete Sonnemann die Georg-Forster-Gesellschaft und wurde zu ihrem ersten Vorsitzenden gewählt.
Alterswohnsitz war von 1986 bis 1993 der Lauterbacher Hof in Obervorschütz, ein Ortsteil der hessischen Stadt Gudensberg. In Obervorschütz fand er seine letzte Ruhestätte.
Sonnemann Nachlass wird in der Frankfurter Universitätsbibliothek Johann Christian Senckenberg erschlossen.
Die Ulrich-Sonnemann-Gesellschaft e. V. hat ihren Sitz in Kassel.

## Auszeichnungen
- 1969: Ludwig-Thoma-Medaille der Stadt München
- 1986: Wilhelm-Leuschner-Medaille

## Schriften

### Monografien
- Existence and Therapy. An Introduction to Phenomenological Psychology and Existential Analysis. Grune & Stratton, New York 1955.
- Das Land der unbegrenzten Zumutbarkeiten. Deutsche Reflexionen. Rowohlt, Reinbek bei Hamburg 1963. (Platz 1 der Spiegel-Bestsellerliste vom 12. Juni bis zum 2. Juli 1963)
- Die Dickichte und die Zeichen. Roman. Rowohlt, Reinbek bei Hamburg 1963.
- Die Einübung des Ungehorsams in Deutschland. Rowohlt, Reinbek bei Hamburg 1964.
- Institutionalismus und studentische Opposition. Thesen zur Ausbreitung des Ungehorsams in Deutschland. Suhrkamp, Frankfurt am Main 1968.
- Negative Anthropologie. Vorstudien zur Sabotage des Schicksals. Rowohlt, Reinbek bei Hamburg, 1969.
- Der bundesdeutsche Dreyfus-Skandal. Rechtsbruch und Denkverzicht in der zehn Jahre alten Justizsache Brühne-Ferbach. Nachwort Sieghart Ott. Rogner & Bernhard, München 1970, ISBN 3-920802-38-1. (beschlagnahmt)
- Die Schulen der Sprachlosigkeit. Deutschunterricht in der Bundesrepublik. Hoffmann und Campe, Hamburg 1970.
- Der kritische Wachtraum. Deutsche Revolutionsliteratur von den Jakobinern zu den Achtundvierzigern. Kreisselmeier, Icking 1971.
- Tunnelstiche. Reden, Aufzeichnungen und Essays. Athenäum, Frankfurt am Main 1987, ISBN 3-610-00731-1.
- Gangarten einer nervösen Natter bei Neumond. Volten und Weiterungen.  Athenäum,  Frankfurt am Main 1988, ISBN 3-610-04691-0.
- mit Paul Fiebig: Müllberge des Vergessens. Elf Einsprüche. Metzler, Stuttgart 1995.
- Graphologie. Handschrift als Spiegel, Irrationalismus im Widerstreit (= Schriften. Band 1). Erster Band der zehnbändigen Werkausgabe. Lüneburg 2005, ISBN 3-934920-61-6.

### Herausgeberschaft
- mit Martin Löffler: Lord Dennings Report zum Fall Profumo oder Die funktionierende Demokratie. Der offizielle Bericht der britischen Regierung. Im Auftrag Ihrer Majestät dem Parlament vorgelegt durch den Premierminister im September 1963. Bechtle, München 1963/1964
- Wie frei sind unsere Politiker? Zehn Publizisten antworten. Kindler, München 1968.
- mit Christoph Nix: Die Vergangenheit, die nicht endete. Machtrausch, Geschäft und Verfassungsverrat im Justizskandal Brühne-Ferbach. Focus, Gießen 1985, ISBN 3-88349-324-4.
- mit Dietmar Kamper: Atlantis zum Beispiel. Luchterhand, Darmstadt/ Neuwied 1986, ISBN 3-472-61657-1.

## Briefwechsel
- Theodor W. Adorno und Ulrich Sonnemann: Briefwechsel 1957–1969. Herausgegeben und kommentiert von Martin Mettin und Tobias Heinze. In: Zeitschrift für kritische Theorie. Band 25, Nr. 48/49, 2019, S. 167–222.